# Saint-Romain-et-Saint-Clément
Saint-Romain-et-Saint-Clément is een gemeente in het Franse departement Dordogne (regio Nouvelle-Aquitaine) en telt 357 inwoners (1999). De plaats maakt deel uit van het arrondissement Nontron.

## Geografie
De oppervlakte van Saint-Romain-et-Saint-Clément bedraagt 13,8 km², de bevolkingsdichtheid is 25,9 inwoners per km².
De onderstaande kaart toont de ligging van Saint-Romain-et-Saint-Clément met de belangrijkste infrastructuur en aangrenzende gemeenten.

## Demografie
Onderstaande figuur toont het verloop van het inwonertal (bron: INSEE-tellingen).